# Ferrières, Oise

Ferrières este o comună în departamentul Oise, Franța. În 1 ianuarie 2022 avea o populație de 446 de locuitori.